# Хуґо Трефнер

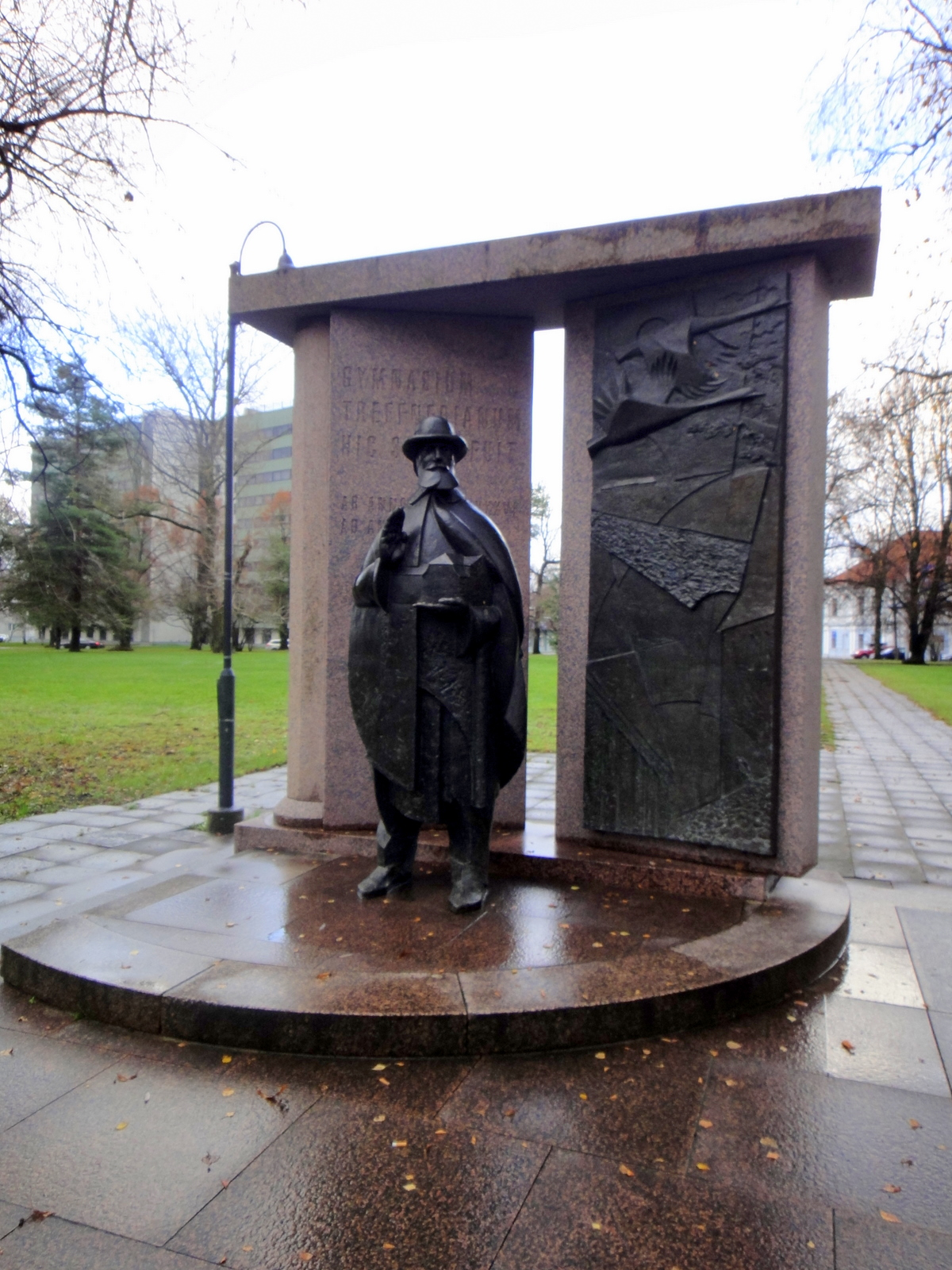
Пам'ятник Хуго Треффнеру у Тарту

Хуґо Трефнер ( ест. Hugo Treffner; 17 липня 1845, Канепі, Ліфляндська губернія,  (нині повіт Пилвамаа, Естонія ) - 13 березня 1912, Юрьєв, Ліфляндська губернія, (нині Тарту
) - естонський педагог, редактор, Засновник і багаторічний директор гімназії в Юр'єві (нині місто Тарту), єдиної великої середньої школи в XIX столітті на території сучасної Естонії. Видатний діяч естонського національного пробудження.

## Біографія
Рід Трефнер походив з Австрії, в 1600-х роках вони були пов'язані з королівською родиною. Під час тридцятирічної війни сім'я Трефнер бігла до Естонії.
Народився у сім'ї кістера. З 1868 по 1872 вивчав філологію, потім з 1872 по 1880 - теологію в Дерптському університеті . Під час навчання працював приватним учителем, пізніше викладав Закон Божий .
У 1883 Х. Трефнер отримав дозвіл відкрити свою власну школу — прогімназію з трьома класами з переважно естонськими учнями, яка не має вікових обмежень. Під час естонського національного пробудження школа виховала багатьох естонських інтелектуалів. Залишався директором гімназії все життя, одночасно працював учителем богослов'я в інших школах.
За свідченням сучасників Трефнер був досвідчений політиком, якому вдавалося ужитися з владою Російської імперії, свій високий авторитет він вміло використав для потреб та користі його школи.
У 1875 був співзасновником і головою «Асоціації учнів Естонії» ( ест. Eesti Üliõpilaste Selts ). Співорганізатор естонських пісенних фестивалів. З 1886 по 1891 рік - редактор  естонського журналу "Oma Maa", в 1887 році - журналу "Linda" і співвласник щоденної газети " Postimees " (1887/1888).
Відомий публіцист, був одним із найвидатніших представників естонського національного пробудження.
Помер у 1912 році і похований на цвинтарі Рааді в Тарту.

## Пам'ять
- Заснована ним у 1883 році гімназія нині носить ім'я Хуго Треффнера.
- У Тарту встановлено пам'ятник Хуго Треффнеру.